# Люсий Олександр Павлович
Олександр Павлович Люсий  (рос. Алекса́ндр Па́влович Лю́сый, *14 травня 1953, Бахчисарай, Кримська область, РСФСР, СРСР) — радянський та російський культуролог, краєзнавець, журналіст, публіцист, літературний критик. Розробив текстологічну концепцію російської культури, культури як суми і системи локальних текстів. Автор концепції кримського тексту в російській літературі.
Кандидат культурології (2003). Старший науковий співробітник Російського інституту культурології та Центру гуманітарних досліджень простору Російського науково-дослідного інституту культурної і природної спадщини імені Д. С. Лихачова (Інституту Спадщини).

## Біографія
Народився 14 травня 1953 року в Бахчисараї в Криму. У 1977 році закінчив історичний факультет Сімферопольського державного університету. У 1985 році закінчив Літературний інститут імені Горького (семінар критики В. Сурганова). Працював учителем у загальноосвітній школі (1977–1978), науковим співробітником Кримського краєзнавчого музею (1978–1980), редактором видавництва «Таврія» (1985–1991).
У 1986 році ініціював статтями у всесоюзних газетах «Літературна Росія» і «Радянська культура» рух за порятунок від руйнування і знесення будинку Рішельє в Гурзуфі. Будівля в підсумку була відреставрована, і в ній відкрився єдиний в Криму Музей О. С. Пушкіна в Гурзуфі.
У першій половині 1990-х років працював власним кореспондентом інформаційного агентства «Постфактум» (1992–1996), газет «Будемо милосердні» (1991–1993), «Ранок Россії» і «Вік». Був членом редколегії журналу «Передвістя», автором назви і співредактором журналу «Кримський контекст». Викладав в Таврійському еколого-політичному університеті. У 1996 році після зіткнення з кримськими кримінальними угрупованнями був змушений покинути Крим і переселився до Москви.
Працював кореспондентом газети «Книжное обозрение», редактором видавництв «Пам'ятники Вітчизни», «Прогрес-Традиція», «Логос», «Едіторіал УРСС», «Либерея-Бибинформ». Автор статей і рецензій в журналах «Прапор», «Новий світ», «Жовтень», «Дружба народів», «Питання філософії», «Наша спадщина», «Літературний огляд», «Новое литературное обозрение», «Мистецтвознавство», «Бібліо-Глобус», «Пушкін»; газетах «Літературна газета», «Независимая газета», «Вечірня Москва», «Московські новини», «Культура».
Тема дисертації: «Кримський текст російської культури і проблема міфологічного контексту».
Старший науковий співробітник Російського інституту культурології та Центру гуманітарних досліджень простору Російського науково-дослідного інституту культурної і природної спадщини імені Д. С. Лихачова. Член редколегії журналу «Питання культурології» і редакційної ради журналу «Людина, культура та освіта». Член Спілки російських письменників (з 1996), Міжнародної федерації журналістів, Російського ПЕН-центру.

## Нагороди
- 2001 — Лауреат шостої Артіади народів Росії в номінації «Література» (за книгу «Пушкін. Таврида, Кіммерія»)[3].
- 2014 — фіналіст Горьківської премії (з книгою «Московський текст: текстологічні концепція російської культури»).
- 2014 — фіналіст літературної премії «Нон-коформізм» (з книгою «Парад утопій»)